# 김하림 (1995년)
김하림(1995년 4월 5일 ~ )은 대한민국의 배우이다.

## 출연작

### 드라마
- 2016년 SBS 아침드라마 《사랑이 오네요》
- 2017년 SBS 아침드라마 《해피시스터즈》 ... 노유라 역 (우정출연)
- 2018년 KBS2 아침드라마 《차달래 부인의 사랑》 ... 김소영 역

### 영화
| 연도 | 제목        | 역할           | 비고 |
| ---- | ----------- | -------------- | ---- |
| 2017 | 더 킹       | 펜트하우스걸 3 |      |
| 2017 | 침입자      | 송미           |      |
| 2018 | 명당        | 놀림기생 1     |      |
| 2020 | 제인의 썸머 | 지우           |      |

### 방송
- 2017년 JIBS 《삼다카페로드》 MC